# Ochropleura plecta
Cordon blanc
Espèce
Le Cordon blanc (Ochropleura plecta) est une espèce paléarctique de lépidoptères (papillons) de la famille des Noctuidae et de la sous-famille des Noctuinae.

## Noms vernaculaires
- En français : le Cordon Blanc[1].
- En anglais : flame shoulder.
- En allemand : Violettbraune Erdeule.
- En polonais : rolnica boćwinówka.
- En néerlandais : haarbos.

## Morphologie
L'imago d’Ochropleura plecta a une envergure comprise entre 25 et 30 mm.
Les deux sexes sont très semblables ; néanmoins, l'abdomen de la femelle est plutôt arrondi alors que celui du mâle ne l'est pas ou peu.

## Distribution géographique
Ochropleura plecta est répandue en Europe et à travers la Sibérie jusqu'en Extrême-Orient. 
Elle est présente dans toute la France métropolitaine.

## Espèces proches
En France, Ochropleura plecta ne possède qu'une espèce proche : Ochropleura leucogaster, qui est une espèce migratrice présente surtout sur les côtes méditerranéennes et atlantiques, et qui est un peu plus grande (32-36 mm).

## Biologie
Cette espèce se rencontre dans tous types de milieux.
Sa chenille se nourrit principalement de Galium, notamment Galium aparine et Galium mollugo, mais aussi de Jacobaea vulgaris[réf. souhaitée].
L'espèce est bivoltine, et les imagos volent d'avril à septembre.

## Taxonomie
L'espèce actuellement appelée Ochropleura plecta a été décrite pour la première fois en 1761 par le naturaliste suédois Carl von Linné, sous le nom initial de Phalaena plecta.
Par la suite, d'autres auteurs ont utilisé les combinaisons Agrotis plecta (Linnaeus, 1760) et Chersotis plecta (Lindqvist, 1961).